# La Bazoge (Sarthe)
La Bazoge település Franciaországban, Sarthe megyében. Lakosainak száma 3748 fő (2022. január 1.). La Bazoge Sainte-Jamme-sur-Sarthe, Sainte-Sabine-sur-Longève, Saint-Saturnin, Souillé, La Chapelle-Saint-Fray, La Guierche, La Milesse, Neuville-sur-Sarthe és Saint-Jean-d’Assé községekkel határos.

## Népesség
A település népességének változása:
| Lakosok száma | 3661 | 3672 | 3717 | 3641 | 3640 | 3646 | 3651 | 3699 | 3748 |
|               | 2013 | 2015 | 2016 | 2017 | 2018 | 2019 | 2020 | 2021 | 2022 |